# 伊万·萨特拉帕
伊万·萨特拉帕（捷克語：Ivan Satrapa，1946年7月13日—），捷克男子手球运动员。他曾代表捷克斯洛伐克国家队参加1972年和1976年夏季奥林匹克运动会手球比赛，获得一枚银牌。